# Красный Партизан (Крым)
Кра́сный Партиза́н (до 1968 года Краснопартиза́нская; укр. Красний Партизан, крымскотат. Boranğar, Борангъар) — село в Красногвардейском районе Республики Крым. Село входит в состав Янтарненского сельского поселения (согласно административно-территориальному делению Украины — Янтарненского сельского совета Автономной Республики Крым). Население — 796 человек по результатам переписи 2001 года. В селе действует винзавод «Крымская коллекция»

## Население
| 2001 | 2014 |
| ---- | ---- |
| 796  | ↘677 |

Всеукраинская перепись 2001 года показала следующее распределение по носителям языка
| Язык             | Процент |
| ---------------- | ------- |
| русский          | 86.81   |
| украинский       | 7.16    |
| крымскотатарский | 5.9     |

### Динамика численности
- 1939 год —101 чел.[11]
- 1989 год — 714 чел.[11]
- 2001 год — 796 чел.[12]
- 2009 год — 751 чел.[13]
- 2014 год — 677 чел.[14]

## Современное состояние
На 2017 год в Красном Партизане числятся 5 улиц, 1404 Километр, 1408 Километр и территория 7-я насосная станция; на 2009 год, по данным сельсовета, село занимало площадь 196,7 гектара на которой, в 220 дворах, проживал 751 человек. В селе действуют сельский дом культуры, библиотека, фельдшерско-акушерский пункт, функционирует винзавод «Крымской винодельческой компании». Село связано автобусным сообщением с райцентром и соседними населёнными пунктами.

## География
Красный Партизан — село в центре района, в степном Крыму, высота центра села над уровнем моря — 53 м. Соседние сёла: Полтавка в 4,7 км на юг, Янтарное в 1,5 км на север и Удачное в 5 км на восток. Расстояние до райцентра — около 12 километров (по шоссе), железнодорожная станция — в посёлке. Транспортное сообщение осуществляется по региональным автодорогам 35Н-171 Джанкой — Гвардейское и 35Н-228 Красный Партизан — Удачное (по украинской классификации — С-0-10447 и С-0-10617).

## История
История села началась с железнодорожной станции Краснопартизанская (ранее Ташлык-Даир) Сталинской железной дороги (переименованной в Приднепровскую), посёлок при которой также назывался Краснопартизанская. Располагалось селение на территории Тельманского района (14 декабря 1944 года переименованного в Красногвардейский) По данным всесоюзной переписи населения 1939 года в посёлке проживал 101 человек.
После освобождения Крыма от фашистов, 12 августа 1944 года было принято постановление № ГОКО-6372с «О переселении колхозников в районы Крыма» по которому в район из областей Украины и России переселялись семьи колхозников, а в начале 1950-х годов последовала вторая волна переселенцев из различных областей Украины. С 25 июня 1946 года посёлок в составе Крымской области РСФСР. В 1952 году станцию (и, видимо, посёлок) переименовали в Краснопартизанскую. 26 апреля 1954 года Крымская область была передана из состава РСФСР в состав УССР. К 1960 году посёлок Краснопартизанская переименовали в Красный Партизан (согласно справочнику «Крымская область. Административно-территориальное деление на 1 января 1968 года» — в период с 1954 по 1968 годы). Время включения в Удачненский сельсовет пока не установлено: на 15 июня 1960 года Красный Партизан уже числился в его составе. К 1968 году к посёлку присоединили село Константиновка, тогда же был образован Янтарненский сельсовет, в который вошло село. По данным переписи 1989 года в селе проживало 714 человек. С 12 февраля 1991 года село в восстановленной Крымской АССР, 26 февраля 1992 года переименованной в Автономную Республику Крым. С 21 марта 2014 года — аннексировано Россией.
12 мая 2016 года парламент Украины, не признающий российскую аннексию, принял постановление о переименовании села в Боранга́р (укр. Борангар), в соответствии с законами о декоммунизации, однако данное решение не вступает в силу до «возвращения Крыма под общую юрисдикцию Украины».